# Trento (incrociatore)
Il Trento fu un incrociatore pesante appartenente all'omonima classe Trento della Regia Marina; venne impostato l'8 febbraio 1925 nel cantiere navale Orlando di Livorno, varato il 4 ottobre 1927 ed entrò in servizio il 3 aprile 1929, partendo per una crociera a Barcellona.
Il varo dell'incrociatore Trento avvenne ufficialmente il 4 ottobre 1927, ma in realtà un primo varo c'era già stato un mese prima, il 4 settembre, ma era fallito a causa di un sabotaggio. La nave, infatti, dopo aver percorso 47 metri nella sua discesa in acqua, si fermò. Insieme al sego usato come lubrificante per il varo venne trovata della sabbia. La cerimonia venne così ripetuta un mese dopo ed il 4 ottobre questa volta tutto filò liscio.

## Caratteristiche
L'apparato motore era costituita da quattro turbine Parsons il cui vapore era fornito da dodici caldaie e scaricava su quattro eliche la potenza di 150.000 CV e consentiva una velocità massima di 35 nodi, mentre l'autonomia era di 4.160 miglia a 16 nodi.
L'armamento principale all'origine era costituito da otto cannoni Ansaldo 203/50 mm Mod. 1924 in quattro torri binate; l'armamento secondario era costituito da sedici cannoni OTO 100/47 mm Mod. 1927 in otto torri binate.
L'armamento antiaereo era costituito da quattro mitragliere da 40/39 mm Vickers-Terni in installazioni singole ed otto mitragliere da 12,7 mm in quattro installazioni binate.
L'armamento silurante da otto tubi lanciasiluri da 533 mm in quattro installazioni binate fisse.
Dal 1937 in poi l'armamento minore venne modificato, con otto cannoni Breda 37/54 in quattro installazioni binate che andarono a sostituire quattro torri poppiere da 100/47 mm, mentre otto mitragliere singole Breda Mod. 31 da 13,2 mm rimpiazzarono le quattro mitragliere da 40/39 mm e le quattro da 12,7 mm, incrementando le capacità di difesa aerea a corto raggio.

## Servizio
Nel giugno 1929 partì per una crociera in Sud America che durò fino al 10 ottobre 1929. Dal 5 febbraio al 30 giugno 1932 fu inviato, accompagnato dal cacciatorpediniere Espero, in missione in Cina e Giappone per unirsi al Battaglione San Marco come dimostrazione di forza durante la seconda guerra sino-giapponese.
Nell'agosto 1933 insieme al Trieste e al Bolzano formò la IIª Divisione Navale.
Nel giugno 1934 la Regia Marina venne riorganizzata e le tre navi formarono la IIIª Divisione Navale di base a Messina. Nel 1936 durante la guerra civile spagnola effettuò missioni di scorta e vigilanza nel mediterraneo occidentale.
Allo scoppio della seconda guerra mondiale il Trento era inquadrato nella III Divisione Incrociatori, nell'ambito della  II Squadra in qualità di nave insegna dell'ammiraglio Cattaneo ed era dotato degli idrovolanti IMAM Ro.43.
Il Trento prese parte alle principali azioni navali, quali le battaglie di Punta Stilo (9 luglio 1940), Capo Teulada (27 novembre 1940) e Capo Matapan (27 - 28 marzo 1941) la prima e la seconda battaglia della Sirte. Il 9 novembre 1941 partecipò alla battaglia del convoglio Duisburg. Durante la Notte di Taranto (11-12 novembre) venne colpito da una bomba ad una torre binata di prora.
Il mattino del 15 giugno 1942 mentre stava navigando con una flotta da battaglia per intercettare un convoglio di rifornimenti alleati diretti a Malta in quella che era l'Operation Vigorous venne attaccato ed affondato da due siluri. Il primo siluro, lanciato alle 5:15 da un aerosilurante Bristol Beaufort britannico decollato da Malta, immobilizzò il Trento che venne lasciato indietro mentre il resto della flotta proseguiva all'inseguimento del convoglio.
Alle 09:10, mentre veniva trainato dal cacciatorpediniere Pigafetta venne centrato nel deposito munizioni prodiero da un siluro lanciato dal sottomarino HMS Umbra della Royal Navy affondando rapidamente. Alle 9:15 l'unità era già affondata. I membri dell'equipaggio ebbero poco tempo per indossare il giubbotto di salvataggio e balzare in acqua e oltre la metà morirono (657 su 1152 a bordo) a causa delle esplosioni o affondarono con la nave, tra loro anche il suo comandante, il capitano di vascello Stanislao Esposito, l'ufficiale addetto allo scafo tenente di vascello Giuseppe Bignami e il comandante in seconda capitano di fregata Carlo Emanuele Cacherano d'Osasco che sarebbero stati decorati rispettivamente di Medaglia d'oro al valor militare alla memoria il primo e il secondo, e di Medaglia d'argento al valor militare il terzo. Il relitto dell'incrociatore Trento si trova a 36°10′N 18°40′E, nel mezzo del mare Ionio dove il  Mediterraneo è più profondo.

## Comandanti nel periodo bellico
- Capitano di vascello Alberto Parmigiano dal 17 ottobre 1939 al 20 aprile 1942;

- Capitano di vascello Stanislao Esposito (+) dal 21 aprile al 15 giugno 1942.